# پریان (قصه فرانسوی)
پریان یا الماس‌ها و وزغ‌ها یا وزغ‌ها و الماس‌ها (به فرانسوی: Les Fées) یک افسانه فرانسوی است که توسط شارل پرو نوشته شده است. این داستان در مجموعهٔ «قصه‌های مامان غازی» در سال ۱۶۹۷ منتشر شده و به شمارهٔ ۴۸۰ در فهرست آرنه-تامپسون، با عنوان «دختران مهربان و نامهربان»، طبقه‌بندی شده است.
دیگر این نوع عبارتند از مادر هوله، سه مرد کوچک در جنگل.

## خلاصهٔ داستان
بیوه‌ای دو دختر داشت؛ دختر بزرگ‌تر که شبیه مادرش بود، بداخلاق و مغرور، و دختر کوچک‌تر که به پدر مرحومش شباهت داشت، مهربان و زیبا بود. مادر به دختر بزرگ‌تر علاقه‌مند بود و دختر کوچک‌تر را مورد آزار و اذیت قرار می‌داد.
روزی دختر کوچک‌تر در حال کشیدن آب از چاه بود که زنی سالخورده از او درخواست آب کرد. دختر با مهربانی به او آب داد و زن که در واقع یک پری بود، به او نعمتی بخشید که با هر کلمه‌ای که می‌گوید، از دهانش جواهر یا گل بیرون بیاید.
مادر با دیدن این نعمت، تصمیم گرفت دختر بزرگ‌ترش را نیز به چاه بفرستد. اما این بار پری به شکل شاهزاده‌ای ظاهر شد و از دختر بزرگ‌تر آب خواست. دختر با بی‌ادبی پاسخ داد و پری او را نفرین کرد که با هر کلمه‌ای که می‌گوید، از دهانش مار یا وزغ بیرون بیاید.
در نهایت، دختر کوچک‌تر با شاهزاده‌ای ازدواج کرد و دختر بزرگ‌تر به دلیل رفتار نامناسبش توسط مادرش از خانه رانده شد و در جنگل تنها و بی‌کس درگذشت.

## تحلیل
این داستان نشان می‌دهد که مهربانی و ادب پاداش داده می‌شود، در حالی که بی‌ادبی و خودخواهی مجازات به همراه دارد. همچنین، نمادهایی مانند جواهرات و گل‌ها برای نشان دادن فضایل و مارها و وزغ‌ها برای نشان دادن رذایل به کار رفته‌اند.

## اقتباس‌ها
این داستان در آثار مختلفی بازنویسی و اقتباس شده است، از جمله در کتاب «کتاب آبی قصه‌های پریان» اثر اندرو لنگ و همچنین در نسخه‌های تصویری مختلفی که توسط هنرمندانی مانند گوستاو دوره و لورا ولنتاین تصویرگری شده‌اند.

## در فرهنگ عامه
داستان «الماس‌ها و وزغ‌ها» در فیلم‌ها و برنامه‌های تلویزیونی مختلفی مورد اشاره قرار گرفته است، از جمله در فیلم «جواهرات تراش‌نخورده» و انیمیشن‌هایی مانند «بیا بریم لونا!».

## تصاویر
در زیر تصاویری از نسخه‌های مختلف این داستان آورده شده است:

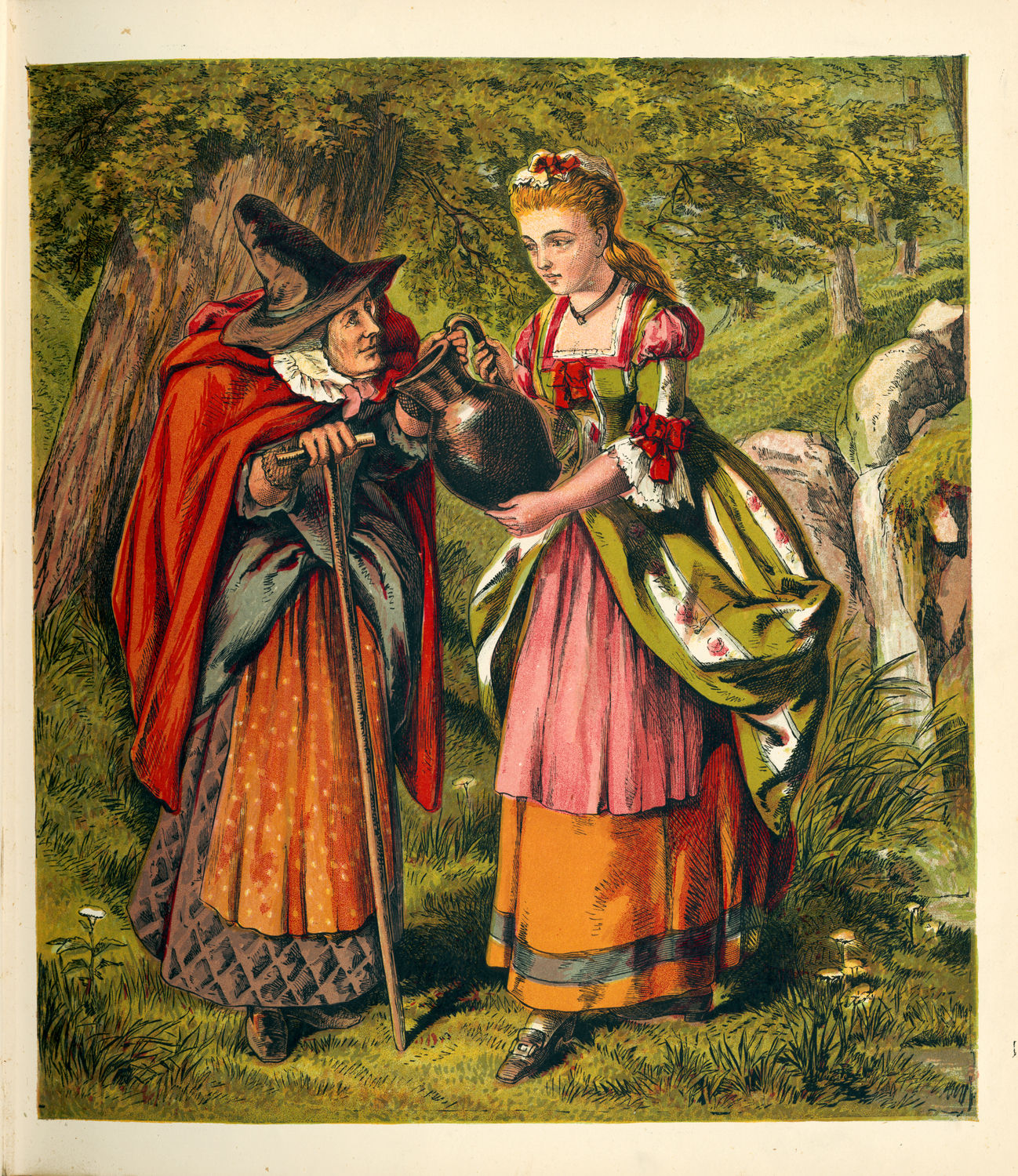
دختر کوچکتر و پری.
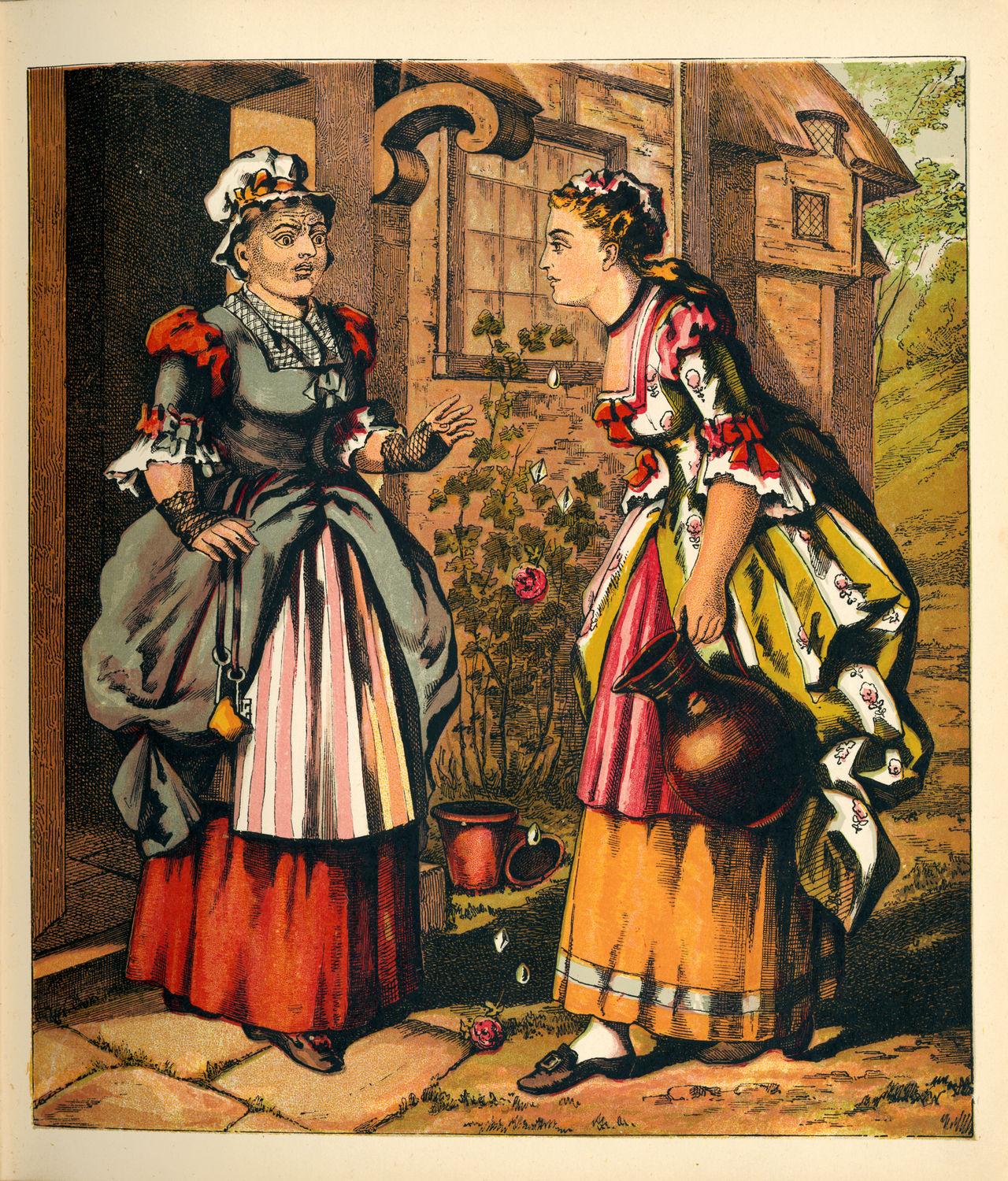
دختر کوچکتر و مادرش: هدیه.
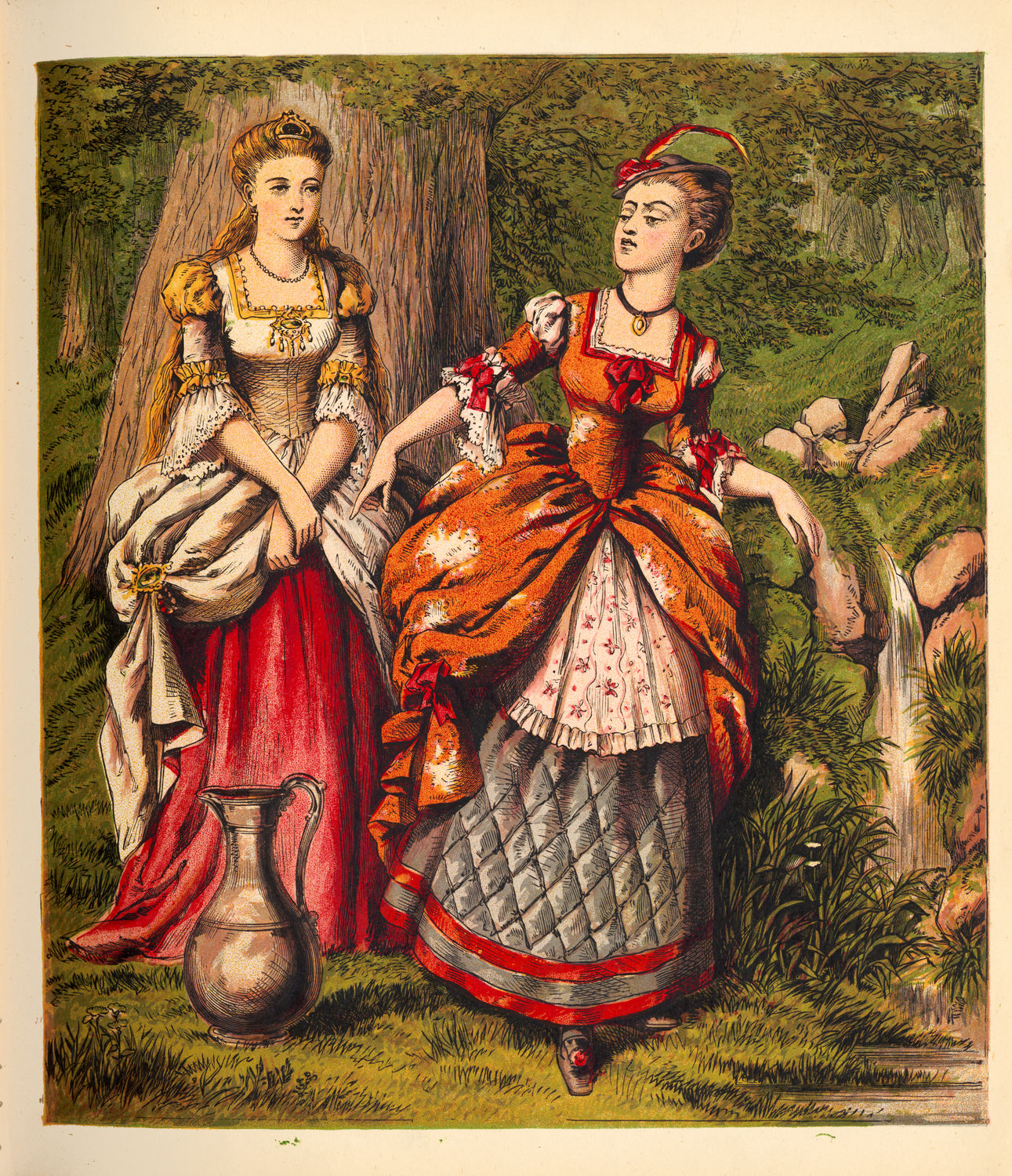
دختر بزرگ و پری.
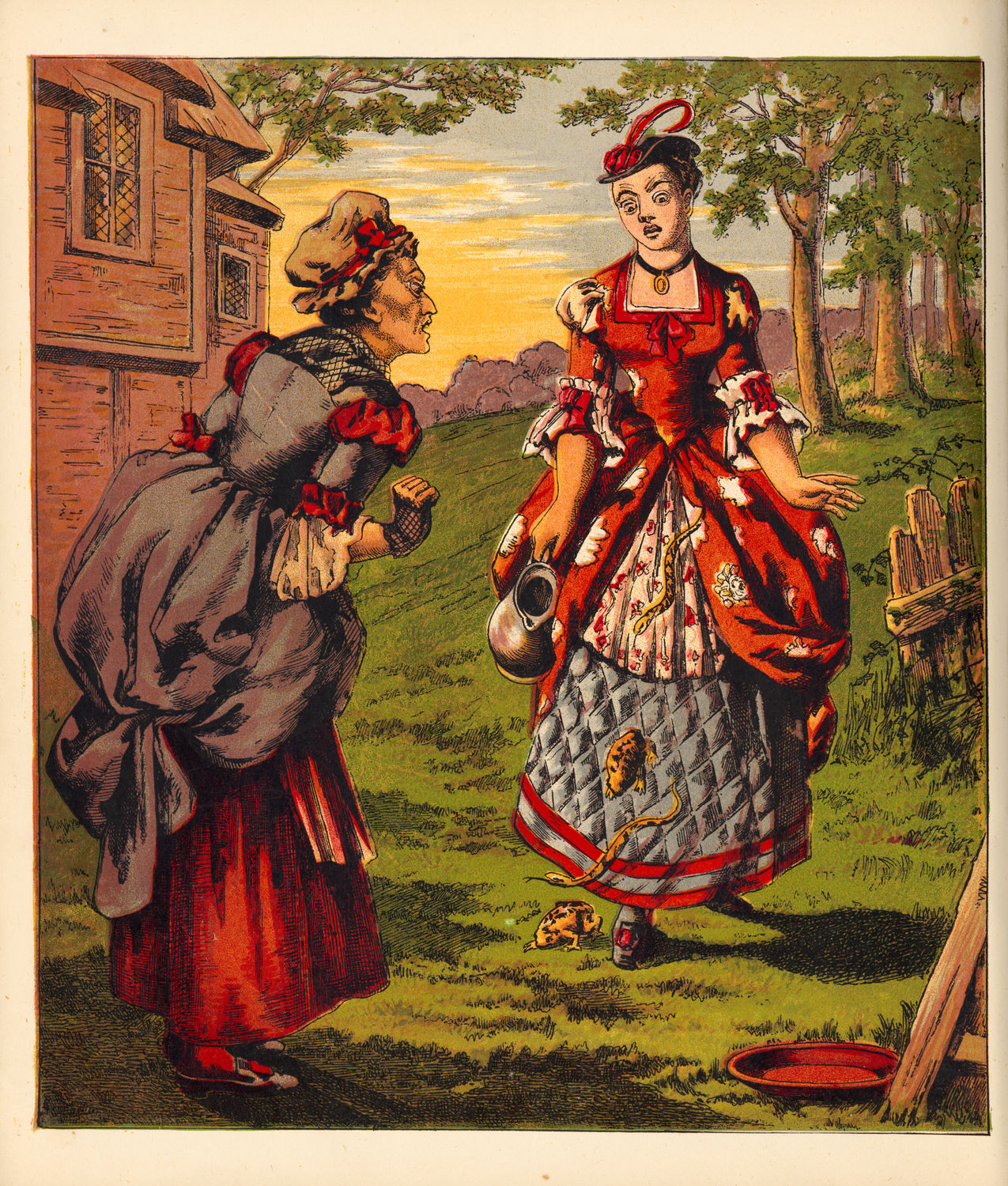
دختر بزرگ و مادرش: نفرین.
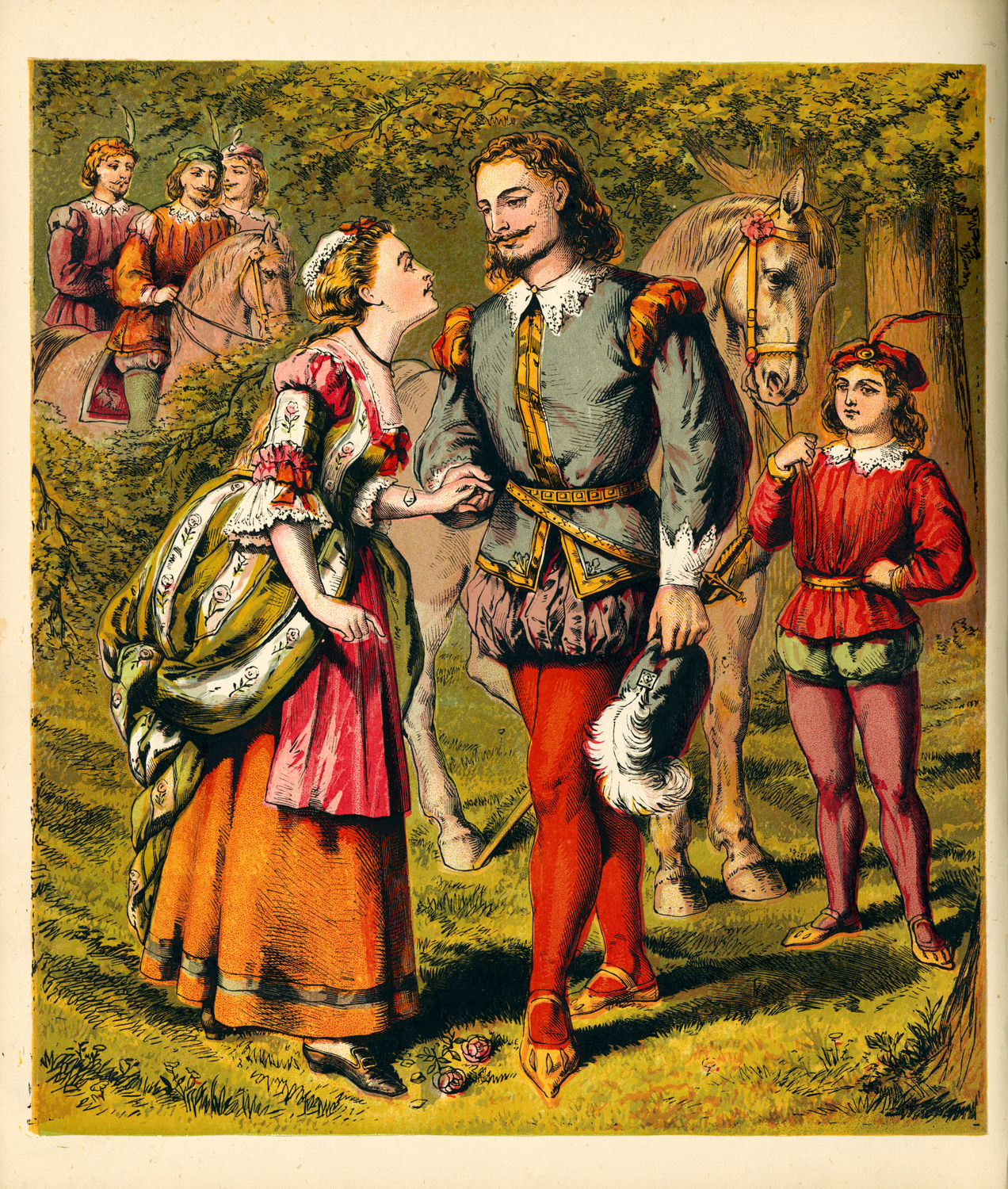
دختر کوچکتر در جنگل با شاهزاده.
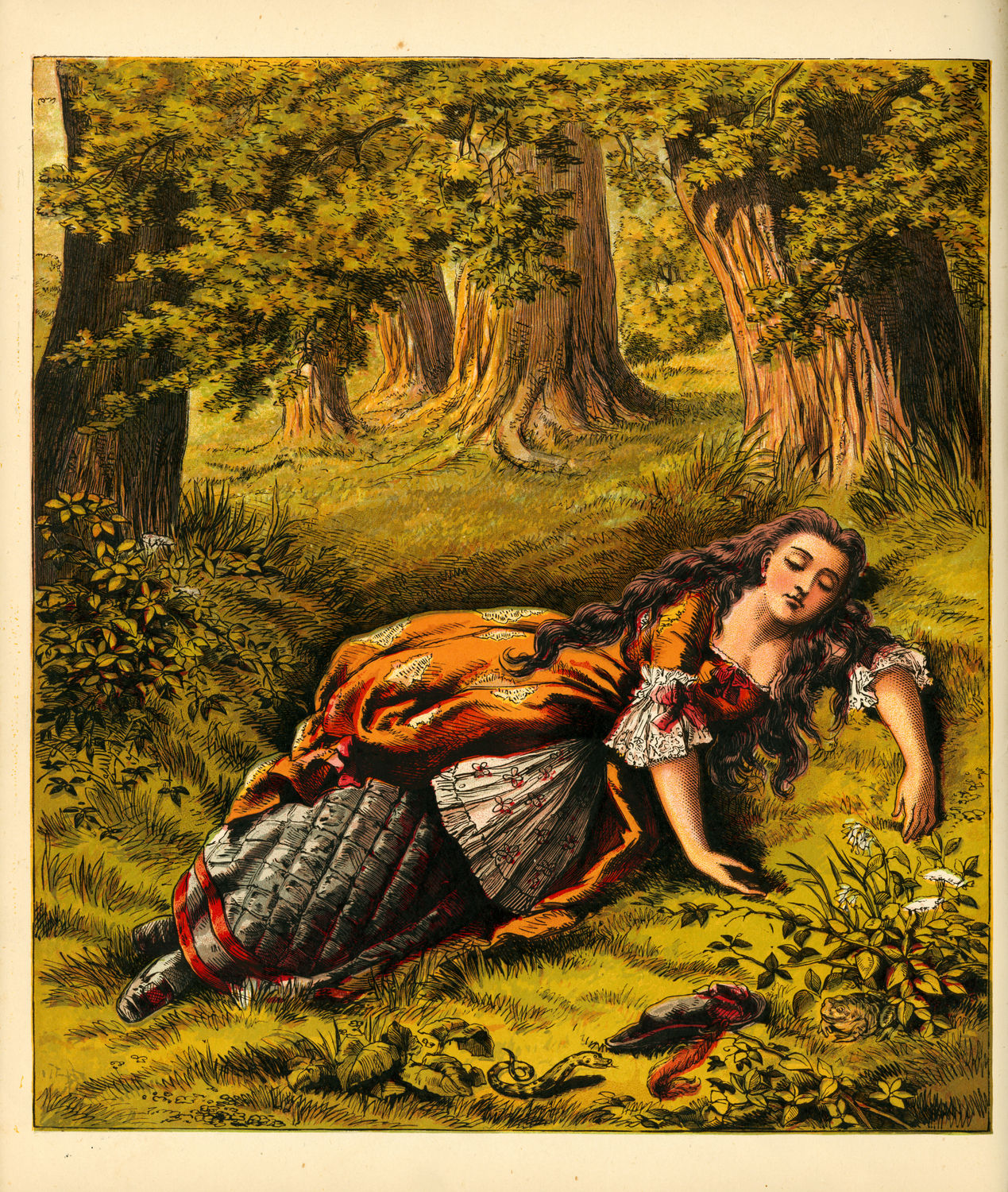
دختر بزرگ تنها در جنگل.